# Henipavírus
A Henipavirus öt fajt tartalmazó nemzetség a negatív szálú RNS-vírusok Paramyxoviridae családjának Mononegavirales rendjében. Henipavírusokat a természetben a Pteropus nembe tartozó gyümölcsdenevérek (repülőkutyák) és több kisebb denevérfaj hordoznak. A henipavírusokat hosszú genom és széles gazdaszervezet-tartomány jellemzi. A közelmúltban megjelent, a háziállatok és az emberek esetén egyaránt betegséget és halált okozni képes zoonózis-kórokozók, ezért aggodalomra adnak okot.
2009-ben három új, ismert henipavírusokkal filogenetikus kapcsolatban álló vírus RNS-szekvenciáját észlelték pálmarepülőkutyákban (Eidolon helvum) Ghánában. Ezen új henipavírusok jelenlétének Ausztrálián és Ázsián kívüli megállapítása azt jelzi, hogy a henipavírusok világszerte előfordulhatnak. Ezeket az afrikai henipavírusokat lassan írják le a kutatók.
Az Egyesült Államok agrárminisztériuma és egészségügyi minisztériuma (USDA és HHS) a Nipah és Hendra henipavírusokat egyaránt C kategóriás veszélyességűnek tekinti (Lehetséges eszköz bioterrorizmushoz, ill. elterjedőben lévő kórokozó).

## Struktúra
A henipavírusok pleomorfok (változó alakúak), méretük 40-600 nm közt változik. Lipidmembránjuk van, ami a vírus fehérjeburkát veszi körül. Magjuknál egyszálú N- (nukleokapszid) fehérjéhez kapcsolódó RNS található, ami az L- (nagy) és a P- (foszfoprotein) fehérjével kapcsolatban áll, amik biztosítják az RNS-polimeráz működését a replikáció közben.

## Genom
Mint minden mononegavírus genomja, a Hendra és a Nipah vírusoké is nem szegmentált, egyszálú, negatív-szenz RNS. Mindkét genom 18 200 bázis hosszú, és hat gént tartalmaz, amik hat struktúrfehérjének felelnek meg.
A Paramyxoviridae család többi tagjához hasonlóan a nukleotidok száma a henipavírusok genomjában hat valamely többszöröse.

## Életciklus
A kisebb artériák epitélsejtjeiben, neuronokban és simaizomsejtekben lévő efrin-B2 receptort a G fehérje célozza. Az ehhez való kapcsolódás után az E fehérje könnyíti a gazdasejttel való egyesülést, és vírus-RNS-t bocsát ki a gazdasejt citoplazmájába. Bekerüléskor a vírus-mRNS transzkripciója a vírus RNS-ét templátként használva történik. E folyamatot a polimerázkomplex indítja és állítja le. A vírusfehérjék a transzkripció során a sejtben felgyülemlenek, amíg a polimeráz le nem állítja a transzkripciót, és el nem kezdi a genomreplikációt. Ez pozitív-szenz RNS-szálakat állít elő, melyeket templátként használ negatív-szenz vírus-RNS előállításához. A replikáció leáll, mielőtt a vírusrészecskék virionná állhatnak össze. Ha a membrán kész, az új virionok csírázással kiléphetnek a gazdasejtből.

## Oltások
A henipavírusok mortalitása emlősökben magas. Ezért szükséges az immunizáció HeV és NiV ellen is. Az Egészségügyi Világszervezet a henipavírusokat magas prioritásba sorolta jelentős járványkockázatuk miatt. A széles fajtropizmus az emberek mellett a haszonállatokban is halálhoz vezetett, így állati oltásokat is fejlesztenek vagy védjegyeznek. Az EquiVac HeV-t, egy lovaknak szánt oltást 2012-ben fogadták el Ausztráliában. Számos kísérleti humán oltás van preklinikai fejlesztés alatt, de egyet se védtek le. Egy oldható HeV-glikoprotein-oltás 2022 novemberében már átment az I. fázisú klinikai kísérleteken, de az eredményeket még nem közölték.
A NiV és HeV elleni oltás általi védelmet feltehetően elsősorban semlegesítő antitestek okozzák. Azonban számos állatmodelleken végzett preklinikai oltástanulmány szerint a sejtmediált immunválasz, beleértve a CD8+ és CD4+ T-sejteket, szintén szerepet játszhat a védelemben.

## A megjelenés okai
A henipavírusok megjelenése más zoonotikus vírusok utóbbi évtizedekben való megjelenéséhez hasonlít. A SARS-koronavírus, az ausztrál denevér-lisszavírus, a Menangle-vírus, a Marburg-vírus, a SARS-CoV-2 és feltehetően az Ebola-vírus hordozói is denevérek, és képesek számos más faj fertőzésére is. E vírusok megjelenése feltehetően kapcsolatban van a növekvő denevér–ember kontaktussal, néha érintett háziállat köztigazdával. E növekvő érintkezést az ember növekvő behatolása okozza a denevérek területére (a Nipah esetén például a sertésfarmok jelenléte e területen) és a denevérek humán populációk felé való mozgása az élőhelyvesztés és a táplálékeloszlás miatt.
A dél-ázsiai és ausztrál repülőkutyák élőhelyvesztése (különösen a keleti parton), valamint az emberi lakhelyek és a mezőgazdaság megmaradt élőhelyekre való behatolása növeli az emberek és a repülőkutyák életterének átfedését.

## Taxonómia
| Nemzetség   | Faj                 | Vírus (rövidítés)               |
| ----------- | ------------------- | ------------------------------- |
| Henipavirus | Cedar henipavirus   | Cedar vírus (CedV)              |
| Henipavirus | Kumasi henipavirus  | Kumasi vírus (KV)               |
| Henipavirus | Hendra henipavirus  | Hendra vírus (HeV)              |
| Henipavirus | Mojiang henipavirus | Mocsiang (Mòjiāng) vírus (MojV) |
| Henipavirus | Nipah henipavirus   | Nipah vírus (NiV)               |
| Henipavirus | Langya henipavirus  | Langja (Lángyá) vírus (LayV)    |

## Fordítás
Ez a szócikk részben vagy egészben  a   Henipavirus című angol Wikipédia-szócikk ezen változatának fordításán alapul.  Az eredeti cikk szerkesztőit annak laptörténete sorolja fel. Ez a jelzés csupán a megfogalmazás eredetét és a szerzői jogokat jelzi, nem szolgál a cikkben szereplő információk forrásmegjelöléseként.